# Funktionsorientierte Ablauforganisation
In der funktionsorientierten Ablauforganisation herrscht das Prinzip der Arbeitsteilung.
Eine Gesamtaufgabe, beispielsweise das Bearbeiten einer Eingangsrechnung, wird in Teilaufgaben zur Zeit- und Kostenoptimierung sowie zur Rationalisierung des Gesamtablaufs aufgeteilt.
Die Nachteile einer solchen funktionsorientierten Ablauforganisation liegen bei
- einer hohen Spezialisierung
- einer abteilungsübergreifenden Bearbeitung
- einem hohen Koordinationsaufwand
- der Zeitverzögerung durch Transport und Kommunikation zwischen den beteiligten Abteilungen/Mitarbeitern
- der Unwissenheit der Mitarbeiter über andere Teilaufgaben als der ihren

Der funktionalen Ablauforganisation steht das neuere Modell der betrieblichen Ablauforganisation (dem Geschäftsprozess) gegenüber.